# 이대목동병원
이대목동병원(梨花女子大學校 木洞病院 / Ewha Womans University Mokdong Hospital)은 서울특별시 양천구에 위치한 종합병원이다.

## 연혁
- 1887년 : 보구녀관(普救女館)으로 개원
- 1913년 : 릴리안해리스기념병원으로 변경
- 1945년 : 이화여자대학교 동대문병원으로 변경
- 1993년 : 이화여자대학교 목동병원으로 변경

## 사건 사고
- 이화여자대학교 목동병원 신생아 집단 사망 사건
- 진료비 불법청구 사건[3]
- 엑스레이 반전 사건[4]
- 미숙아 실명 사건[5]
- 간호사 결핵 감염 사건[6]

## 같이 보기
- 이화여자대학교 의료원
- 이대서울병원
- 이화여자대학교